# Telema
Telema là một chi nhện trong họ Telemidae.